# Tour Incity
La tour Incity, surnommée « la Gomme », est un gratte-ciel de bureaux situé dans le quartier de la Part-Dieu à Lyon (France).
Située à l'angle de la rue Garibaldi et du cours Lafayette, en lieu et place de l'ancienne tour UAP (détruite en 2012), la tour Incity culmine à 200 mètres. Œuvre des architectes Valode & Pistre, elle est, en 2022, le plus haut gratte-ciel de Lyon, devant la tour Part-Dieu (surnommée « le Crayon ») et la tour Oxygène, et le quatrième plus haut gratte-ciel de France derrière la tour First (La Défense), la tour Hekla (La Défense) et la tour Montparnasse (Paris).
La tour Incity est également la première tour HQE (haute qualité environnementale) de centre-ville en France, avec 39 étages et une masse de 90 000 tonnes.

## Histoire

### Projet
Dans son édition du 25 janvier 2008, France 3 Rhône-Alpes se fait l'écho de la conférence de presse du maire de Lyon Gérard Collomb, des représentants du cabinet d'architectes Valode et Pistre, ainsi que ceux de la société Groupe Sogelym Dixence annonçant le projet d'une cinquième tour au centre d'affaires de la Part-Dieu d'ici 2014.
Il est prévu que la tour Incity soit construite à la place de l'ancienne tour UAP, inoccupée depuis 1994, afin de faire du quartier de la Part-Dieu « un centre d'affaires à l'échelle européenne », annonce le maire Gérard Collomb lors d'une conférence de presse. Ce dernier explique qu'« aujourd'hui notre niveau de commercialisation nous place devant des villes comme Milan ou Dublin et nous pouvons encore renforcer notre puissance en matière tertiaire [...] Il y a encore de la place pour deux ou trois tours dans les prochaines années », rappelant que le quartier de la Part-Dieu est le deuxième quartier d'affaires en France après celui de La Défense.
La tour Incity, qui culminera à 200 mètres grâce à sa flèche (ou mât) et dont le toit s'élèvera à 170 mètres de haut, vise à devenir la première tour BBC de centre-ville. Avec 39 étages, Incity offrira une surface de 42 000 m2 de bureaux. Les architectes Denis Valode et Albert Constantin sont chargés de ce projet, dirigé par Sogelym Dixence. Incity sera la plus grande en taille et chronologiquement la sixième tour de Lyon, après la tour Part-Dieu (165 m), la tour Oxygène (115 m), la tour panoramique de La Duchère (91 m, 1972, immeuble d'habitation), la tour Swiss Life (82 m) et la tour EDF Lyon (80 m).
L'enquête publique sur le projet de tour Incity a lieu en mars 2010 et recueille peu d'avis, car les citoyens n'en ont pas été suffisamment informés.

### Destruction de la tour UAP
La tour UAP a été démolie entre avril 2010 et mai 2012. La présence d'amiante dans le bâtiment peut expliquer ce choix.

### Construction
Le 31 mars 2012, le magazine M Lyon indique que les architectes ont modifié leurs plans afin que le sommet de la tour apparaisse comme étant symétrique, et ce, quel que soit le point de vue dans Lyon. La façade aurait également fait l'objet de modifications afin de la rendre plus élégante[réf. nécessaire].
Les travaux de la tour Incity commencent le 11 avril 2013. La rue Garibaldi a également subi de grands travaux afin de supprimer la trémie qui passait devant la tour. Un mât métallique de 50 m a été héliporté sur la tour le 21 juin 2015.
Le chantier a été achevé fin 2015.

### Défauts de fabrication
Les baies vitrées de la tour sont victimes d'un défaut de fabrication. Des impuretés fragiliseraient la structure du verre lors de gros changements de température. Depuis l'inauguration de la tour, des plaques de verre de 5 mètres carrés s’effritent et tombent régulièrement,.

### Qualité de l'air
Le 26 juin 2024, la tour s'équipe d'un système d'information sur qualité de l'air du lendemain dans l'agglomération lyonnaise. Le projet, à l'initiative de l'association SERA (Santé Environnement Auvergne Rhône Alpes) a pour but d'informer les habitants et de sensibiliser au sujet de la qualité de l'air en ville et du réchauffement climatique. L'affichage se fait grâce aux équipements lumineux présents au sommet de la tour, la graduation allant du bleu au mauve.

## Commercialisation de la surface
18 niveaux sont loués à la direction Transport express régional de la SNCF,.
Le reste des bureaux constitue le siège social de la Caisse d'Épargne Rhône-Alpes où 700 salariés sont installés depuis que la tour est terminée.
Une partie de la location des bureaux est assurée par l'entreprise de conseil en immobilier d'entreprise JLL.